# Idearium español
Idearium español es una obra ensayística del escritor español Ángel Ganivet, concluida en octubre de 1896, durante la estancia del autor como cónsul en Helsingfors, y publicada el año siguiente en una editorial de su ciudad natal, Granada. Dividida en tres partes, designadas con las letras A, B y C, es una obra de breve extensión dedicada a su padre Francisco Ganivet Morcillo, artista y soldado, y que puede considerarse como una de las primeras y más significativas muestras del espíritu de crisis finisecular que conducirá a la llamada generación del 98. 
En ella, Ganivet desgrana un conjunto de reflexiones sobre el ser y la historia de España, identificando la ética senequista estoica y el catolicismo como caracteres fundamentales de lo español, y marcando también la improvisación como forma paradigmática de la actividad española tanto en lo artístico como en lo práctico. Hacia el final de la obra, se señala la abulia como problema psicosocial que explicaría el marasmo y declive nacionales durante su época.
El libro, cuya publicación precedió en solo un año el suicidio de su autor, fue significativamente alabado o denostado a lo largo de todo el siglo siguiente, y fue motivo de inspiración o réplica para otras importantes obras como Defensa de la Hispanidad, de Ramiro de Maeztu o Idea de la Hispanidad de Manuel García Morente.